# Djelfa
Djelfa (in arabo الجلفة) è una città dell'Algeria centrosettentrionale, capoluogo della provincia omonima. Al censimento del 1998 aveva 154.265 abitanti.
La città fu fondata dai francesi nel 1852 come avamposto militare. Si trova sui monti Ouled Nail, a un'altezza di 1.138 m s.l.m., in un punto di collegamento fra gli altopiani del nord e il Sahara a sud. Vi si tengono mercati del bestiame di grande importanza per i pastori semi-nomadismo della regione.
La zona di Djelfa è rinomata anche per i numerosi siti archeologici con pitture rupestri del Neolitico e monumenti funebri megalitici.